# Pusztaszomorfalu
Pusztaszomorfalu (szlovákul Somorova Ves, németül Somersdorf) Nyitradivék településrésze, korábban önálló község Szlovákiában, a Trencséni kerületben, a Privigyei járásban.

## Fekvése
Privigyétől 17 km-re nyugatra, Nyitradivék központjától 1 km-re délre, a Nyitrica-patak jobb oldalán fekszik.

## Története
1348-ban „Yokuth”, 1515-ben „Zomoryokuth” néven említik. Nemes családok birtoka volt.
A 18. század végén Vályi András így ír róla: „SZOMORFALVA. Elegyes két falu Nyitra Várm. egygyiknek földes Ura Búzási Uraság, ez fekszik Pereszlényhez közel; másiknak földes Ura B. Splényi Úr, ez fekszik Diveknek szomszédságában, és azoknak filiáji; lakosaik katolikusok, és másfélék, földgyeik középszerűek, vagyonnyaik is.”
1828-ban 15 házában 104 lakos élt.
Fényes Elek 1851-ben kiadott geográfiai szótárában így ír a faluról: „Szomorfalva, tót falu, Nyitra vmegyében, Divék filial. 95 kath. lak. F. u. Divéky és Rudnay család. Ut. p. Privigye.”
A 19. század közepén csatolták Nyitradivékhez.

## Külső hivatkozások
- Pusztaszomorfalu Szlovákia térképén

## Lásd még
- Nyitradivék
- Bélamácsó
- Divékbanka
- Divékjánosi